# Грабовецький Аркадій Федорович
Аркадій Федорович Грабовецький (23 жовтня 1865 — 08 травня 1952) — український державний діяч, депутат Державної думи I скликання від Київської губернії. Залізничник.

## Життєпис
Походив із села Турбівка Сквирського повіту Київської губернії. Закінчив початкове училище. З 13 років жив у Києві, де став учнем шевця. Займався самоосвітою, багато читав особливо українською мовою, був шанувальником творчості Тараса Шевченка, твори якого майже повністю знав на пам'ять. У 17 років почав працювати на Новоселицькій лінії Південно-Західної залізниці, був робочим в Самарканді і на Маньчжурській лінії. Організатор читань-бесід з суспільно-політичних питань для селян. Політична позиція в момент виборів до Державної Думи визначалася як «лівіше Конституційно-демократичної партії».
21 квітня 1906 року обраний до Державної думи I скликання від загального складу виборців Київських губернських виборчих зборів. Увійшов до Конституційно-демократичної фракції, одночасно брав активну участь в роботі Української громади. Входив до розпорядчої комісії Думи. Поставив свій підпис під законопроєктом «Про цивільному рівність». Брав участь в дебатах з питань відтермінування розгляду законопроєкту «Про скасування смертної кари», Державної ради, з аграрного питання, з мобілізації козацьких військ. За останнього приводу його виступ був короткою реплікою:

Тут нам говорять: «що буде, якщо розбурхається патріотизм?» Я бачу, що буде, коли він розбурхається: це буде ідіотизм!" (сміх, оплески)
Важливо відзначити, що тільки Аркадій Грабовецький та депутат Микола Онацький виступали в Думі українською мовою, при цьому голова Думи Сергій Муромцев їх не переривав. Після розпуску Думи піддавався нападкам з боку радикально налаштованого селянства.

«Ми тепер добре поміркуємо, як будемо вибирати, щоб раптом людина, яку виберемо, не стала потім перевертнем, або не прибилася до панського гурту, ось як наш трубівський Аркадій Грабовецький». Треба правду сказати, що більша частина селян дуже незадоволена колишнім депутатом Грабовецьким. Не сподобалося селянам, що він приєднався до кадетів, а не до трудовиків, не сподобався і погляд його на найголовніше — земельне питання. А після розгону Думи селяни були дуже обурені Грабовецьким, коли дізналися, що він не підписав Виборзьку відозву.

У 1926 році репресований, в результаті репресій втратив майно. До Другої світової війни жив з родиною в Умані та в Києві. Рід занять в цей час невідомий.
Після війни до 1946 року перебував у таборі переміщених осіб в околицях Мюнхена. 
Помер 08 травня 1952 року, Wolphaartsdijk, Goes Municipality, Zeeland, Netherlands
https://www.findagrave.com/memorial/199580966/arkadij-f-hraboweckijj

### Рекомендовані джерела
- Российский государственный исторический архив. Фонд 1278. Опись 1 (1-й созыв). Дело 122. Лист 16; Фонд 1327. Опись 1.1905 год. Дело 141. Лист 74 оборот-75; Дело 143. Лист 60 оборот-61.